# تزویج القایی تشدیدی

نمودار پایه‌ای‌ترین سامانه انتقال قدرت بی‌سیم تزویج القایی تشدیدی. این فناوری تشدید-دوم نامیده می‌شود.

تزویج القایی تشدیدی (انگلیسی: Resonant inductive coupling) یا تزویج همزمان فاز مغناطیسی پدیده‌ای همراه با تزویج القایی است. هنگامی که طرف «ثانویه» (بار-باربر) تشدیدی پیچه سست تزویج شود، تزویج‌سازی قوی‌تر می‌شود. نوع ترانسفورماتور تشدیدی اغلب در مدارهای آنالوگ، نقش فیلتر میان‌گذر را دارند. این خاصیت در انتقال برق بصورت بدون نیاز به سیم به دستگاه‌های کوچک الکتریکی مثل تلفن‌همراه و لپ‌تاب وغیره نیز کاربرد دارند.